# عدم اعتبار کش
باطل کردن حافظه پنهان روندی است که در یک سیستم کامپیوتری به علت آن ورودی‌های حافظه پنهان جایگزین یا حذف می‌شوند.
می‌توان آن را به وضوح به عنوان بخشی از یک سازوکار انسجام کش انجام داد. در چنین حالتی، یک پردازنده یک خانه از حافظه را تغییر می‌دهد و سپس مقادیر کش شده آن خانه حافظه را در بقیه سیستم کامپیوتری خالی می‌کند.

## باطل سازی واضح
باطل سازی حافظه پنهان می‌تواند برای ارسال محتوای جدید به مشتری استفاده شود. این روش به عنوان روش پیشنهادی ذر برای سایر روش‌های نمایش محتوای جدید به مشتریان مربوط عمل می‌کند. باطل کردن با تغییر داده‌های برنامه انجام می‌شود، که به نوبه خود اطلاعات دریافت شده توسط مشتری را به عنوان قدیمی نشان می‌دهد. پس از باطل شدن حافظه پنهان، در صورتی که مشتری حافظه نهان را درخواست کند، نسخه جدید به مشتری ارائه می‌شود.

### روش‌ها
سه روش مخصوص برای باطل کردن یک کش وجود دارد، اما همه پراکسی‌های کش از این سه روش پشتیبانی نمی‌کنند.

#### پاکسازی
بلافاصله محتوا را از پروکسی کش حذف می‌کند. هنگامی که مشتری مجدداً داده‌ها را درخواست می‌کند، آن‌ها از برنامه واکاوی شده و در پروکسی کش ذخیره یا پروکسی ذخیره‌ساز، ذخیره می‌شود. این روش تمام انواع محتوای کش شده را حذف می‌کند.

#### تازه کردن
محتوای درخواستی را از برنامه استخراج می‌کند، حتی اگر محتوای ذخیره شده در حافظه پنهان وجود داشته باشد. محتوایی که قبلاً در حافظه پنهان ذخیره شده بود با نسخه جدیدی از برنامه جایگزین می‌شود. این روش تنها بر روی یک نوع از محتوا کش اثر می‌گذارد.

#### ممنوع کردن
ارجاع به محتوای کش به یک لیست سیاه (یا لیست ممنوعیت) اضافه می‌شود. سپس درخواست‌های مشتری با این لیست سیاه بررسی می‌شوند و اگر درخواستی مطابقت داشته باشد، محتوای جدید از برنامه دریافت می‌شود، به مشتری بازگردانده می‌شود و به حافظه پنهان اضافه می‌شود.
این روش، بر خلاف پاکسازی، بلافاصله محتوای کش شده را از پروکسی کش حذف نمی‌کند. در عوض، محتوای ذخیره شده پس از درخواست مشتری آن اطلاعات خاص، به روز می‌شود.

### پیشنهادها
چند گزینه پیشنهادی برای باطل کردن حافظه پنهان وجود دارد که همچنان محتوای به روز شده را به مشتری ارائه می‌دهد. یک پیشنهاد این است که محتوای کش شده را به سرعت با کاهش زمان تا زندگی (TTL) به مقدار بسیار پایین منقضی کنید. جایگزین دیگر این است که محتوای کش شده را در هر درخواست تأیید کنید. گزینه سوم این است که محتوای ناپایدار درخواست شده توسط مشتری را ذخیره نکنید. این جایگزین‌ها می‌توانند مشکلاتی را ایجاد کنند، زیرا به دلیل درخواست‌های مکرر اطلاعات، بار زیادی روی برنامه ایجاد می‌کنند.

### معایب و مشکلات
استفاده از باطل سازی برای انتقال محتوای جدید هنگام باطل کردن اشیاء متعدد می‌تواند سخت باشد. باطل کردن چندین نماینده سطوحی از پیچیدگی را به برنامه اضافه می‌کند. باطل کردن کش باید از طریق یک پروکسی دخیره ساز صورت پذیرد. این درخواست‌ها می‌توانند بر کارایی پروکسی دخیره ساز تأثیر بگذارد و باعث شوند اطلاعات با سرعت کمتری به مشتریان منتقل شوند.